# زیتونک
زیتونک، روستایی از توابع بخش مرکزی شهرستان فسا در استان فارس ایران است.